# Careproctus stigmatogenus
Careproctus stigmatogenus es un pez de la familia Liparidae. Fue descubierta por Stein en 2006.
Las hembras de esta especie marina pueden crecer hasta 4,7 centímetros de longitud, es de clima templado y vive entre los 273 y 300 metros de profundidad. Se encuentra en la parte suroccidental del océano Atlántico.
Careproctus stigmatogenus son peces batidemersales de aguas profundas.

### Lectura recomendada
- Stein, D. L., 2006. New and rare species of snailfishes (Scorpaeniformes: Liparidae) collected during the ICEFISH cruise of 2004. Polar Biol. v. 29: 705-712.